# Hya minuta
Espèce
Synonymes
- Ideobisium minutum Tullgren, 1905
- Hya heterodonta Chamberlin, 1930

Hya minuta est une espèce de pseudoscorpions de la famille des Hyidae.

## Distribution
Cette espèce se rencontre en Indonésie, à Singapour, en Malaisie et aux Philippines.

## Description
L'holotype mesure 1,08 mm.
Les mâles mesurent de 1,04 à 1,26 mm et les femelles de 1,01 à 1,38 mm.

## Systématique et taxinomie
Cette espèce a été décrite sous le protonyme Ideobisium minutum par Tullgren en 1905. Elle est placée dans le genre Hya par Beier en 1932. Hya heterodonta est placée en synonymie par Harvey en 1993

## Publication originale
- Tullgren, 1905 : Einige Chelonethiden aus Java. Mitteilungen aus dem Naturhistorischen Museum in Hamburg, vol. 22, p. 37-47 (texte intégral).